# 佐竹義篤 (十六代当主)
佐竹 義篤（さたけ よしあつ）は、室町時代後期から戦国時代にかけての武将。常陸国の戦国大名。佐竹氏第16代当主。

## 生涯
永正4年（1507年）、佐竹氏第15代当主・佐竹義舜の子（次男か）として生まれる。
兄で庶子にあたる今宮永義（ながよし、今宮道義の祖父）が、伯父の今宮周義（義舜の兄）の跡を継いだため、義篤が嫡男となった。永正14年（1517年）、父・義舜の死去に伴い、幼年ながら佐竹氏の家督を継ぎ、叔父の北義信が後見人となった。
しかし、若き義篤は佐竹家中を統率するだけの器量に欠け、弟の佐竹義元とは不和が生じ、ついには義元は享禄2年（1529年）に反乱を起こし小貫俊通の居城・部垂城を攻撃、陥落させた。また、岩城成隆・江戸忠通が佐竹氏の領域に侵略すると、天文4年（1535年）にこれに呼応する形で、佐竹一族の高久義貞も反旗を翻した。これに対し義篤は、伊達稙宗の斡旋で江戸忠通らと和睦し、孤立して進退窮まった義貞を降伏させて、反乱を終結させた。
天文7年（1538年）には佐竹一族の宇留野長昌が反乱を起こした。天文8年（1539年）には、那須政資・那須高資親子の抗争に介入。義弟の小田政治と共に政資を支援した。天文9年（1540年）には前年に和議が成立していたにもかかわらず突然部垂城を奇襲して部垂義元を自害に追い込み、まだ子供の竹寿丸をも追い殺して実弟の血を根絶やしにして義元の乱を終息させ（部垂の乱）、義元に与した兄・今宮永義や小場氏や前小屋氏らは赦した。どころか同年6月14日、従四位下右馬権頭に任じている（「歴名土代」）。このことからも義篤はあくまでも実弟の血を標的にしており血の争い＝家督争いであることがうかがえる。
部垂の乱に至る一連の反乱の背景として、父・羲舜が佐竹氏の宗家を争ってきた山入氏を滅ぼして長年にわたる山入の乱が鎮圧されたことが背景にあるとする見方もあるようだ。佐竹氏と山入氏の争いは久慈川以東の地域で繰り広げられている間、宇留野氏をはじめ小場氏や長倉氏などの久慈川以西の庶流が佐竹氏と距離を置いて独自性を強めつつあったものの、山入氏が滅んで久慈川以東の情勢が安定すると義舜・羲篤父子が久慈川以西の支配の再建に乗り出し、これに不満を抱いた諸氏が義篤の弟である義元を担ぎ出して挙兵した、とするものである。
対外的には白河結城氏や那須氏と戦って勢力を拡大し、国内においては江戸氏を従属させるなど常陸北部を統一して佐竹氏の戦国大名化に成功した。また、室町幕府奉公衆であった美濃佐竹氏の佐竹基親の下向をきっかけに幕府との関係を再構築している。伊達氏の天文の乱が起きると伊達晴宗に味方し、伊達稙宗方の相馬氏と戦った。
天文14年（1545年）、死去。

## 子息
- 佐竹義友 - 庶長子。
- 佐竹義昭 - 嫡子。佐竹氏第17代当主。
- 佐竹義繁 - 義友の同母弟。
- 宥賢 - 光明院僧。
- 崇哲 - 正宗寺僧。
- 小野崎義昌（おのざき よしまさ）

永禄7年（1564年）に大掾氏の名跡を継ぎ大掾昌幹（まさもと）と名乗るが、その一族および家臣の反対に遭って追放され、実家の太田城へ戻る。父・義篤の1字を取って｢義昌｣に改名。のち小野崎氏（山尾城主・小野崎成通）の家督を継承する。天正13年（1585年）、人取橋の戦いの陣中で家臣に刺殺された。嗣子がなく、小野崎宣政（佐竹義久の子）が後を継いだ。